# 許書智

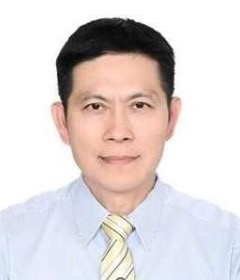
駐清奈辦事處刊登肖像照

許書智，中華民國外交官。

## 學歷
- 淡江大學英文學系學士[1]
- 淡江大學美國研究所碩士[1][註 1]（論文《美國對布尔什维克政權之干涉》[3]）

## 經歷
- 外交部北美司科員（2002年1月—2002年7月）
- 駐雪梨臺北經濟文化辦事處主事（2002年7月—2003年6月）
- 外交部中南美司科員（2003年6月—2006年1月）[註 2]
- 駐關島臺北經濟文化辦事處秘書（2006年1月—2009年1月）
- 駐馬紹爾群島共和國大使館三等秘書（2009年1月—2010年7月）
- 駐馬紹爾群島共和國大使館二等秘書（2010年7月—2012年1月）
- 外交部北美司二等秘書回部辦事（2012年1月—2013年1月）
- 外交部亞東太平洋司南亞綜合科科長（2013年1月—2015年7月）
- 驻加拿大台北经济文化代表处副組長（2015年7月—2020年9月）
- 駐關島臺北經濟文化辦事處組長（2020年9月—2021年1月）
- 駐關島臺北經濟文化辦事處副參事（2021年1月—2022年3月）
- 外交部亞東太平洋司專門委員（2022年3月—2023年5月）
- 外交部機要事務辦公室簡任秘書（2023年5月—2024年1月）
- 外交部亞東太平洋司副司長（2024年1月—2025年6月）
- 駐清奈臺北經濟文化辦事處總領事銜處長（2025年6月—）[註 3]

| 外交職務      | 外交職務                      | 外交職務 |
| ------------- | ----------------------------- | -------- |
| 前任： 陳俊郎 | 中華民國駐清奈處長 2025年6月— | 繼任： ' |